# Pastacresciute
Le pastacresciute o paste cresciute (pastacrisciùte in napoletano), dette anche frittelle, pettole o zeppole di pasta cresciuta (da non confondersi con le omonime pietanze da pasticceria), sono un prodotto tipico napoletano di friggitoria.

## Descrizione
Sono frittelle salate sferiche irregolari fatte di pastella di farina, acqua e lievito naturale. Vengono fritte in abbondante olio bollente.
Si vendono nelle friggitorie tipiche di Napoli insieme ad altri prodotti caratteristici come gli scagliozzi (fette triangolari di polenta fritte), i sciurilli (fiori di zucchini), le fette di melanzane fritte in pastella (simili alla tempura giapponese), piccoli arancini rotondi (palle di riso) e crocchè di patate.
Una variante molto apprezzata nel napoletano prevede l'aggiunta all'impasto di pezzetti di alghe di mare.
Questa variante è diffusa come antipasto nei ristoranti, ma in genere non è venduta nelle friggitorie tipiche. Altre possibili aggiunte sono acciughe salate o cicenielli.
In Calabria le paste cresciute (dette per l'appunto i zìppuli in dialetto) vengono chiamate crespelle o crispelle, e sono farcite con le acciughe (se salate), o cosparse di zucchero o miele (se dolci). Si preparano per diverse ricorrenze.

## Varianti

### Scugnizzielli
Gli scugnizzielli sono delle pastacresciute servite come antipasto con pomodori tagliati a tocchetti, oppure salsa di pomodoro, olio extravergine di oliva, sale e pepe.